# Валіханово (Біржан-сала район)
Валіха́ново (каз. Уәлиханов) — село у складі району Біржан-сала Акмолинської області Казахстану. Адміністративний центр Валіхановського сільського округу.
Населення — 206 осіб (2021; 191 у 2009, 781 у 1999, 3524 у 1989).
Національний склад станом на 1989 рік:
- казахи — 70 %.

У радянські часи село було центром Валіхановського району.